# Howa Type 89
Howa Type 89 (яп. 89式アサルトライフル, Хачі-кю-шікі) — гвинтівка, розроблена японською фірмою Howa Machinery Company Ltd на основі американської гвинтівки AR-18, що раніше вироблялася даною компанією за ліцензією. Гвинтівка замінила собою автоматичну гвинтівку Howa Type 64.

## Опис
Автоматика Howa Type 89 заснована на відводі порохових газів з каналу ствола, замикання здійснюється поворотом затвора на 7 бойових упорів. Газовий поршень складається з двох частин: головки, розташованої попереду і має менший щодо газового циліндра діаметр, і масивніше тіло поршня, розташоване приблизно посередині циліндра. Завдяки цьому передача енергії від порохових газів поршню відбувається у два етапи, що сприяє більш плавною роботі механізмів і зниження їх зносу. Гвинтівка забезпечена затворною затримкою, відповідна кнопка розташована ліворуч.